# Liget (folyóirat)
Ez a szócikk a folyóiratról szól. A községről szóló cikket a Liget (település) lapon találod.
A Liget irodalmi és ökológiai folyóirat. A Liget Műhely Alapítvány adja ki.

## Alapítása és megjelenés
Először 1986-ban jelent meg, de még utcára kerülése előtt bezúzták; a betiltott szám (néhány új írással kibővülve) 1988 őszén, a rendszerváltozást előkészítő pártértekezlet után a szabad sajtó első termékeként jelenhetett meg.
Eleinte negyedévente, 1994-től havonta jelenik meg. 2015 januárja óta csak elektronikus formában olvasható, ugyanakkor az új művek havonta pdf-formátumban, egységes szerkezetben is letölthetők. A szerkesztőség jelenleg is dolgozik a korábbi számok digitalizálásán.

## Szerkesztők
Horgas Judit, Levendel Júlia, Horgas Béla. Grafikai tervező: René Margit. Olvasószerkesztő: Bognár Anikó. Tudományos lektorok: Kállay Géza, Kiss Lajos András, Victor András.

## Tartalma
A kortárs irodalmi művek (novellák, versek, kisprózák) és elemzések mellett filozófiai, történelmi, szociológiai, építészeti, politológiai, esztétikai tárgyú esszéket, tanulmányokat, interjúkat közöl. A Liget Műhely kiemelten foglalkozik az ökológiai gondolkodás elmélyítésével és szélesítésével, illetve az irodalom és ökológia összekapcsolását célzó ökokritika megismertetésével. A közölt fotók, grafikák, rajzok gyakran kortárs művészek munkái.
A Liget Műhely rendszeresen szervez nyílt alkotói pályázatot. Kiemelten fontos a folyóirat életében az állandó szerzők írásainak közlése mellett a pályakezdő alkotók támogatása.

## Liget Műhely
A lapban rendszeresen megjelenő, a műhelymunkában részt vevő szerzők kötetei a Liget-könyvek sorozatban jelennek meg, évente 10–12 különböző műfajú mű: tanulmány- és novelláskötetek, versek, mesék, regények, esszék, antológiák és vegyes szerkezetű könyvek, amelyekben az irodalmi szövegekhez fotók vagy rajzok társulnak.

## Szitakötő és Szitakötő oktatási program
A Liget gyerekeknek szóló kiadványa a 2008-ban indított Szitakötő folyóirat, melyet ugyancsak a Liget Műhely Alapítvány ad ki. A folyóiratot a Szitakötő oktatási programban részt vevő hazai és határon túli iskolák tanulói ingyenesen kapják. A kiadást a kapcsolódó oktatási programot támogató pályázatok fedezik. Az oktatási program révén a Liget Műhely akkreditált tehetségpont is.

## Gyakori szerzők
- Ács József
- Bene Zoltán
- Jámborné Balog Tünde
- Kapitány Máté
- Kállay Géza
- Kiss Lajos András
- Kovács Gábor
- Telléry Márton
- Z. Karvalics László

## Külső hivatkozások
- A Liget honlapja
- Szerzők
- Levendel Júlia és Horgas Judit
- A hónap embere: Horgas Judit
- Művészet és ökológia igényesen[halott link]